# Carrières souterraines des Capucins
Les carrières souterraines des Capucins sont d'anciennes carrières de pierre à bâtir (calcaire) exploitées entre les XIIe et XVIIe siècles, situées sous les 14e arrondissement, 13e arrondissement et 5e arrondissement de Paris, dans un périmètre couvrant l'hôpital Cochin, une partie du boulevard de Port-Royal et la rue de la Santé. Elles sont entretenues et mises en valeur par une association à but non lucratif, sous la forme d'un écomusée.

## Description
Le musée comprend des galeries souterraines d'environ 1,2 kilomètre de long, situées à 18 mètres sous la surface ; elles peuvent être visitées uniquement, sur réservation, par des petits groupes de visiteurs (généralement dans le cadre de demandes d'associations).
Le site est géré par une association, la SEADACC (Société d'études et d'aménagement des anciennes carrières des Capucins), en convention avec la ville de Paris. La SEADACC est elle-même héritière de la SEHDACS (Société d'étude historique des anciennes carrières souterraines), fondé à la fin des années 1970 par Alain Clément. Cette association a notamment obtenu le classement du secteur de la fontaine des Capucins et de galeries voisines. L'association assure l'aménagement du site, la restauration, des travaux de recherche sur le thème des anciennes carrières et les visites guidées du musée.
Le parcours rassemble, sur une petite partie des carrières souterraines de Paris, l'ensemble des types de consolidations réalisées sous Paris depuis la fin du XVIIIe siècle, avant la création de l'Inspection générale des carrières, jusqu'aux années 1940.

## Accès
- La ligne 6 du métro, station Saint-Jacques
- La ligne B du RER, gare de Port-Royal